# Those Old Scientists
"Those Old Scientists" es el séptimo episodio de la segunda temporada de la serie de televisión Star Trek: Strange New Worlds y se estrenó en Paramount+ el 22 de julio de 2023. En este episodio crossover, los personajes de la serie animada Star Trek: Lower Decks son enviados al pasado al escenario del siglo XXIII. El Capitán Pike y la tripulación del USS Enterprise (NCC-1701) tiene que trabajar con los alféreces Mariner y Boimler para devolverlos a su momento temporal.
"Those Old Scientists" fue escrita por una combinación de escritores de Lower Decks y Strange New Worlds y dirigida por el actor y director de Star Trek Jonathan Frakes. Los miembros del elenco de voces de Lower Decks, Tawny Newsome y Jack Quaid, interpretan a sus personajes en acción real por primera vez; El elenco y el equipo prestaron especial atención a traducir sus representaciones animadas a un medio más realista. El episodio fue recibido positivamente por los críticos, quienes elogiaron el humor, la actuación y la celebración de Star Trek como franquicia.

## Trama
En el siglo 24, un equipo visitante de la nave estelar de la Federación USS Cerritos llega al planeta Krulmuth para realizar escaneos de rutina en un portal que se encuentra allí. Mientras el alférez Brad Boimler dice con entusiasmo que fue descubierto por la tripulación del USS Enterprise, liderado por el capitán Christopher Pike, D'Vana Tendi insiste en que fue encontrado por una nave Orion en la que estaba estacionado su antepasado. Cuando a Boimler le toman una foto en el portal, este se activa inesperadamente y es absorbido hasta el siglo 23, donde se encuentra con la tripulación del Enterprise.
Mientras la tripulación intenta descubrir cómo enviar a Boimler de regreso a su tiempo, Boimler intenta (y falla) evitar divulgar conocimientos de eventos futuros, nervioso por las figuras históricas que considera héroes. Una nave Orión llega a órbita; Boimler convence al Capitán Pike de no disparar contra la nave, pero los Orion escanean el portal desde la superficie y se alejan. Boimler ayuda a la tripulación a rastrear a los Orion y intercambian los suministros de granos destinados a una colonia que llevaban a cambio del portal. La tripulación del Enterprise transporta el portal de regreso a Krulmuth. Antes de que Boimler pueda pasar, la alférez Beckett Mariner emerge del otro lado, agotando el suministro de energía del portal y atrapándolos en el pasado.
Boimler y Spock no logran sintetizar más de la fuente de energía del portal, el raro material horonio, mientras Mariner habla con Uhura, su heroína, y la convence de tomar un descanso, de trabajar siempre para divertirse. La ingeniera de la nave Pelia informa a Boimler de la naturaleza irremplazable del grano que intercambiaron con los Orion, y Boimler, arrepentido, intenta contactar a los Orion y robar una lanzadera para recuperarlo. Después de que Boimler y Mariner son detenidos y hablan con Pike, Boimler se da cuenta de que hay otra fuente de horonio en el Enterprise: una pieza de la nave anterior que llevaba el nombre incorporado en la nave actual. En la superficie de Krulmuth, los oficiales de la Flota Estelar se encuentran con los Orion, que recibieron la señal de Boimler. Pike explica la situación y Boimler menciona que, en el futuro, los Orión ya no serán vistos como piratas deshonrosos y que uno de sus amigos es un Orión. Pike dice que quieren enviar a Boimler y Mariner a casa y, a cambio, sugiere que la historia recuerde que los científicos de Orión descubrieron el portal; el capitán de la nave Orion acepta felizmente. Boimler y Mariner regresan con éxito al futuro.

## Producción

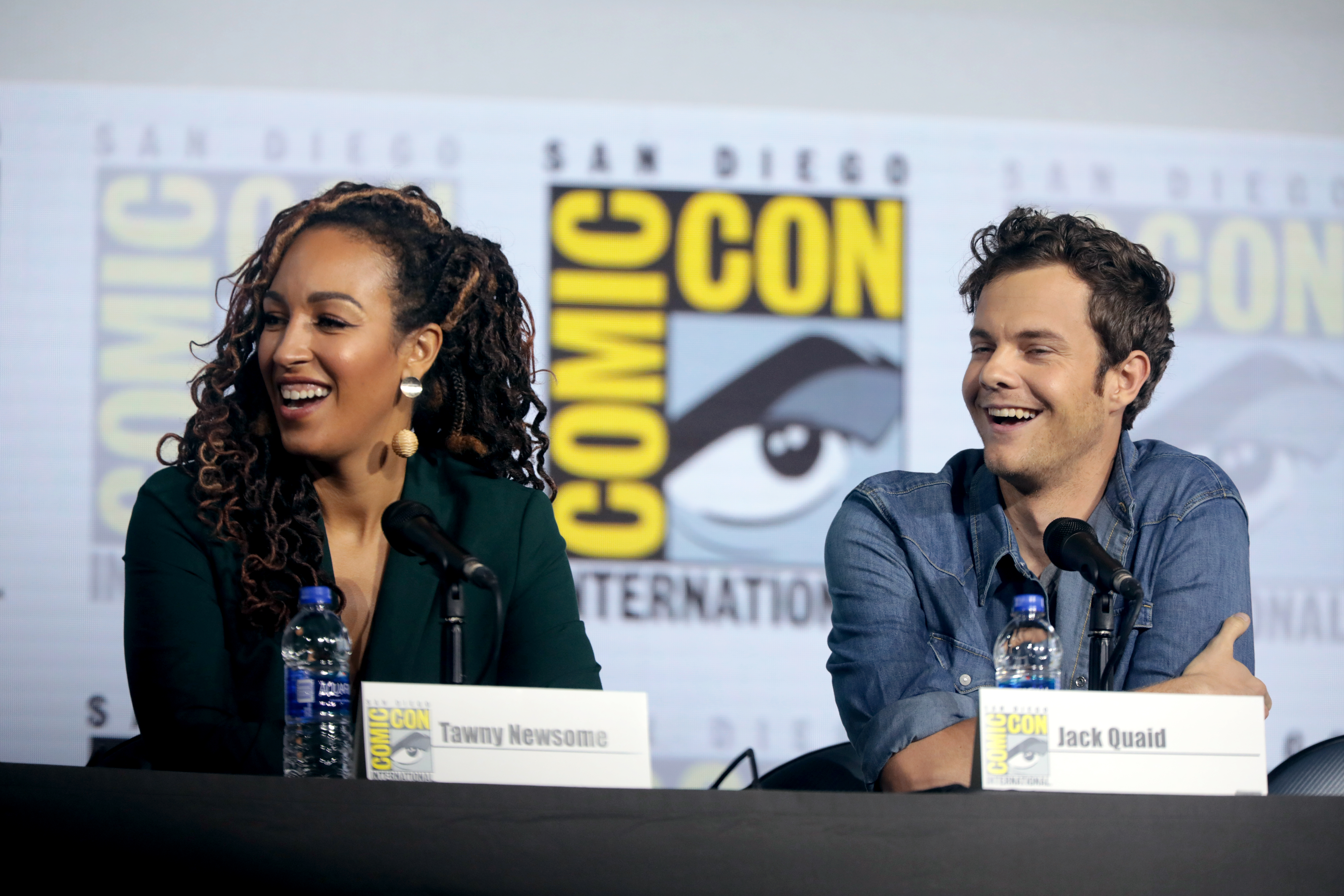
Tawny Newsome (izquierda) y Jack Quaid interpretan sus papeles animados de Lower Decks en acción real

Los episodios crossover entre programas de Star Trek han ocurrido con poca frecuencia en la historia de la franquicia, generalmente limitados a apariciones de personajes invitados en otros programas.  El equipo de Star Trek: Strange New Worlds se acercó al creador de Lower Decks, Mike McMahan, con la idea de un crossover; McMahan estaba entusiasmado, ya que los personajes animados de Lower Decks fueron diseñados para parecerse a sus actores de doblaje.   Inicialmente, el plan en los primeros borradores de "Those Old Scientists" era que el episodio se centraría principalmente en Boimler, pero a través de reescrituras, el personaje de Mariner asumió un papel más importante. 
"Those Old Scientists" fue escrita por Kathryn Lyn y Bill Wolkoff, y los productores ejecutivos fueron Henry Alonso Myers y Akiva Goldsman. Fue dirigida por Jonathan Frakes, quien interpreta a William Riker en la franquicia; el episodio fue su episodio 222 de Star Trek. Frakes no hizo campaña para el puesto, pero sintió que lo eligieron debido a su experiencia dando voz a su personaje en Lower Decks y dirigiendo en Strange New Worlds. Las 2 primera temporadas de Strange New Worlds se rodaron casi secuencialmente en medio de la pandemia de COVID-19, lo que llevó a lo que Frakes llamó un ritmo frecuentemente "agotador", pero dijo que estaba "emocionado" por la oportunidad de hacer una comedia en toda regla. Gran parte del humor del episodio deriva de chistes internos de la franquicia; el título del episodio deriva de una broma en la primera temporada de Lower Decks de que el acrónimo de los fanáticos de la serie original de la década de 1960, TOS, significa "Esos viejos científicos" ("Those Old Scientists").
Los miembros del elenco de voces de Lower Decks, Tawny Newsome y Jack Quaid, interpretan a sus personajes en acción real.  A Newsome y Quaid se les permitió improvisar parte de su diálogo.  Si bien Quaid y Ethan Peck (Spock) se conocían y desarrollaron una buena relación en el set, Newsome presionó para que su personaje interactuara con Uhura, creyendo que el contraste entre la abotonada Uhura y el "caos" de Mariner tenía potencial cómico.  Quaid estudió su personaje animado en busca de pistas sobre su actuación, incluida una caminata rápida distintiva. Newsome, mientras tanto, decidió que Mariner era simplemente ella misma pero más animada. Ambos participaron en la apariencia de su personaje, y Newsome insistió en que Mariner tuviera rizos. Quaid llevaba una peluca de un color púrpura atenuado en comparación con su personaje animado; Consideró teñirse el cabello, pero pensó que eso alertaría a los fanáticos sobre el crossover antes de que se anunciara. Los uniformes de Lower Decks se recrearon para la acción en vivo en un tono más oscuro para que contrastaran menos con los disfraces de los habituales de la serie.  Además, los actores de Lower Decks Noël Wells (Tendi), Eugene Cordero (Rutherford) y Jerry O'Connell (Ransom) tienen breves apariciones como sus personajes. A modo de broma, Ransom hace un comentario lascivo sobre Número Uno, interpretado por la esposa de O'Connell en la vida real, Rebecca Romijn. 

## Lanzamiento
En la Comic-Con de San Diego el 23 de julio de 2022, Paramount anunció el episodio crossover entre ambas series.   Quaid aclaró que él y Newsome interpretarían a sus personajes e interactuarían con el elenco de Strange New Worlds principalmente en acción en vivo, a diferencia de una combinación de acción en vivo y animación al estilo ¿Quién engañó a Roger Rabbit?  McMahan originalmente quería que el crossover siguiera siendo una sorpresa, de modo que los espectadores inesperados pasaran de los títulos de apertura normales a la primera escena animada.  El episodio se estrenó el 22 de julio de 2023 en la Comic-Con de ese año, seguido poco después de un lanzamiento excepcional en Paramount+, alejándose del calendario habitual del programa.  El episodio se lanzó en formatos de video doméstico como parte de la segunda temporada el 5 de diciembre de 2023. 

## Recepción
Las críticas sobre "Those Old Scientists" fueron en general positivas. IGN llamo al episodio "un clásico instantáneo", mientras que Comic Book Resources y TrekMovie lo llamaron el episodio más divertido de la serie hasta el momento. Keith DiCandido escribió que el episodio funcionó bien como un episodio de Lower Decks o Strange New Worlds, además de ser un gran episodio de Star Trek en general. Lacy Baugher de Den of Geek escribió que el humor podría no llegar a todos los espectadores, pero consideró que el programa debería ser aplaudido por tomar riesgos creativos. Alex Cranz de The Verge dijo que incluso en el episodio más tonto, se sentía como un episodio adecuado de Strange New Worlds y no como un crossover "extraño y forzado".
Los críticos encontraron que el tono cómico de Lower Decks encajaba con el de Strange New Worlds y demostró la mayor variedad de narraciones que empleó la franquicia Star Trek.Keith Phipps de Baugher y Vulture dijo que si bien en el papel los diferentes tonos de los programas no deberían haber funcionado bien juntos, en la práctica el episodio hizo que la combinación pareciera fácil, confiando en los puntos comunes del optimismo y corazón. DiCandido pensó que el cambio a la acción real hacía que Mariner fuera un personaje menos molesto.
Los críticos señalaron que el episodio sirvió como una celebración de Star Trek en términos más generales,  Baugher calificó el episodio como una "carta de amor" para los fanáticos. Darren Mooney de The Escapist opinó que el episodio había sido demasiado reverencial y nostálgico para los medios anteriores de Star Trek y al mismo tiempo carecía de intereses dramáticos. En comparación, Adam Vary de Variety escribió que el episodio nunca "se convirtió en la adoración de los fanáticos" y demostró ser un examen efectivo del dominio de Star Trek sobre los fanáticos.
El episodio es finalista del Premio Hugo 2024 a la Mejor Presentación Dramática (forma corta). 